# Missões diplomáticas de Santa Lúcia

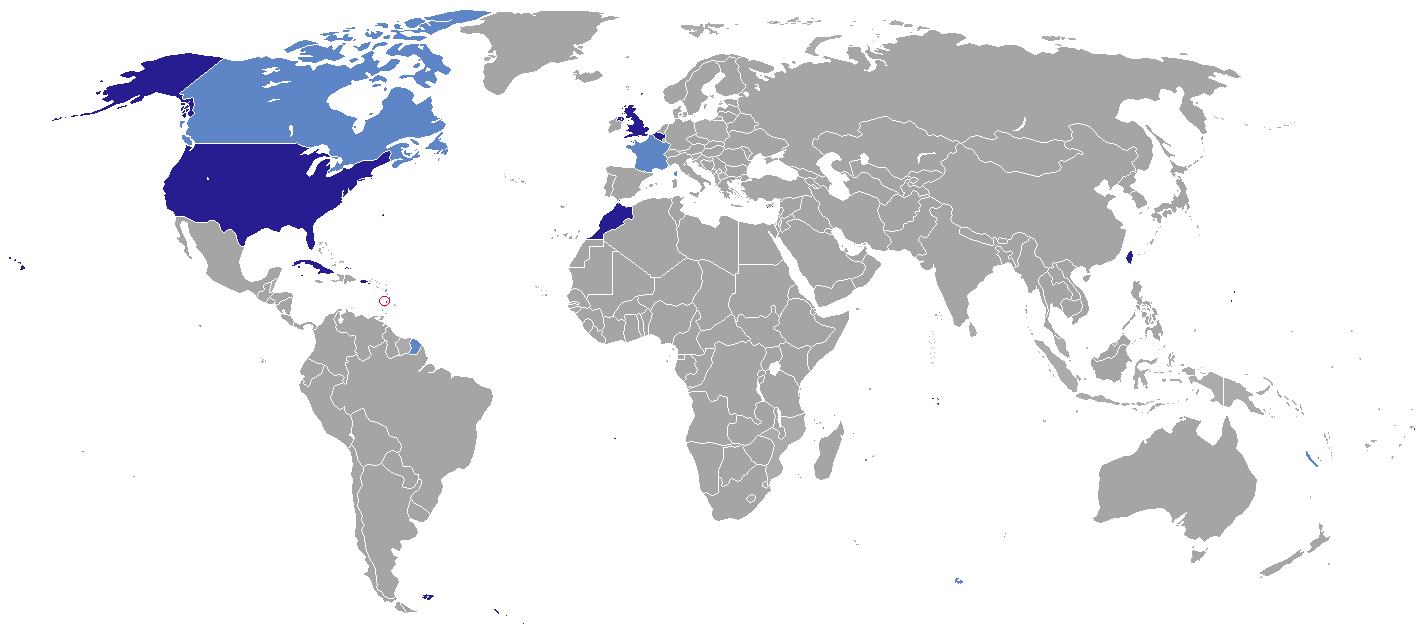
Missões diplomáticas de Santa Lúcia

Abaixo estão listadas as embaixadas e os consulados de Santa Lúcia:

## América

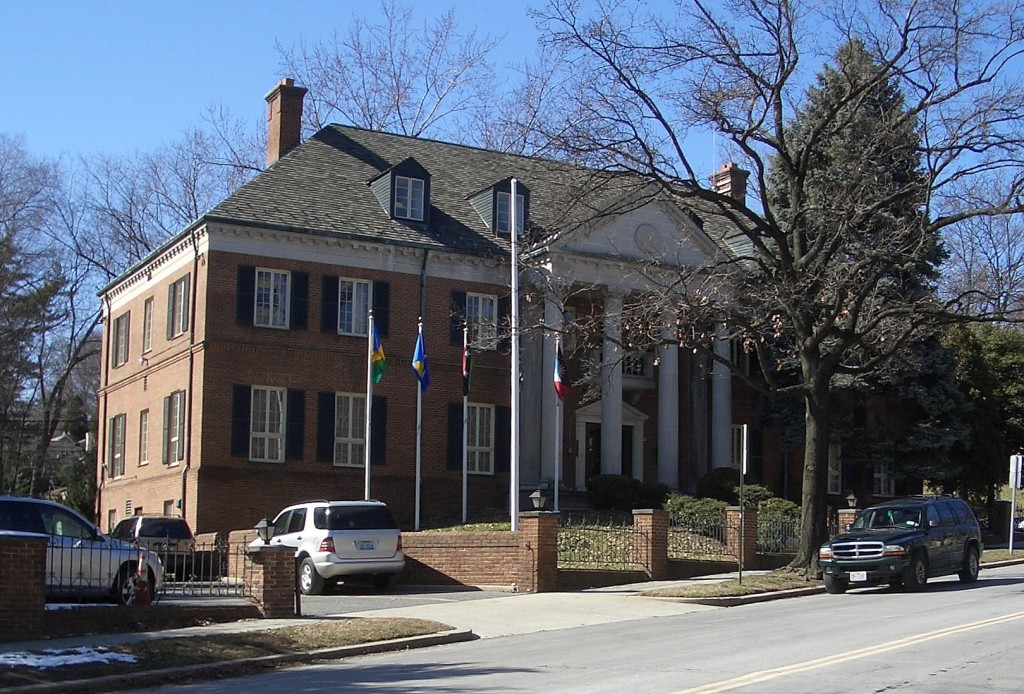
Embaixada de Santa Lúcia em Washington, DC

- Canadá
  - Toronto (Consulate-Geral)
- Cuba
  - Havana (Embaixada)
- Estados Unidos
  - Washington, DC (Embaixada)
  - Nova Iorque (Consulado-Geral)

## Asia
- Taiwan
  - Taipé (Embaixada)

## Europa
- Bélgica
  - Bruxelas (Embaixada)
- França
  - Fort-de-France, Martinica (Consulado-Geral)
- Reino Unido
  - Londres (Alta comissão)

## Organizações multilaterais
- Bruxelas (Missão ante a União Europeia)
- Nova Iorque (Missão permanente de Santa Lúcia ante as Nações Unidas)
- Washington, DC (Missão permanente de Santa Lúcia ante a Organização dos Estados Americanos)